# 卡爾·哈爾沃·泰根
卡爾·哈爾沃·泰根（挪威語：Karl Halvor Teigen，1941年—）是一名挪威心理學家。

## 生平
他出生於奧斯陸，1966年獲得心理學學士學位。他先是於1991年起在特羅姆瑟大學擔任心理學教授，然後於2001年起在奧斯陸大學擔任心理學教授。他的著作《心理學史》（En psykologihistorie）尤其著名。他是挪威科學與文學院院士。
1970年，泰根因《Tapetdører》一書獲得塔爾傑·維薩斯獎。2011年，他被授予搞笑諾貝爾獎的心理學講，表彰其對「為什麼人類每天會嘆氣」之研究。